# مرصد مكة
مرصد مكة هو مرصد فلكي يقع في مكة المكرمة بالمملكة العربية السعودية.

## نشأة المرصد
نشأت فكرة أول مرصد فلكي في مكة لإثبات رؤية هلال شهر رمضان ورؤية هلال ذي الحجة في عهد الملك عبد العزيز عام 1367هـ/1948م، حيث كان الشيخ محمد عبد الرزاق حمزة مهتمًا بمطالعة علم الفلك.
ثم رفع الشيخ محمد عبدالرزاق حمزة طلباً للملك سعود بن عبد العزيز -آنذاك- لتأسيس مرصد فلكي، حيث وافق الملك سعود على طلبه تشجيعًا لرواد العلم والراغبين في الاستزادة منه.
بدأ مرصد جبل أبي قبيس ببعض الأجهزة التي جلبها الشيخ، من ضمنها جهاز تلسكوب ومجسم مصنوع من الزجاج للقبة السماوية محدد عليه النجوم والكواكب والمجرات، ومجموعة من الخرائط، وأجهزة تحديد الاتجاهات، وغيرها.
ويقول الشيخ في جريدة أم القرى بتاريخ 12/3/1367هـ مشيداً بجهود ولي العهد (سعود بن عبد العزيز) «بتشجيع العلم بفروعه ما كان منها في فروع الدين، أو ما كان في آفاق الدنيا وعلوم الكون».
ويقول: «لما عزم سمو ولي العهد على زيارة الولايات المتحدة في العام السابق (1366هـ) كتبت إلى سموه الكريم كتابًا شرحت فيه هوايتي للمطالعة الفلكية العلمية والعملية وعلى الطريقة الحديثة، طريقة (التيودوليت والسكستان)، وذكرت لسموه حاجتي إلى الآلات الحديثة التي تنمي هذه الرغبة وتشبع هذا النهم وأنها تحتاج إلى مبلغ كبير مما ليس في يدي عشر معشار ثمنه لا قليلًا ولا كثيرًا. فجاءني كتاب سموه بالإيجاب والقبول وسعة الصدر لراغبي العلم ورواده، حفظه الله مؤيدًا موفقًا عزيزًا كريمًا...ولم يرعني في هذا الأسبوع (الثاني من شهر 3/1367هـ) إلا برقية ديوان سموه أن الأدوات الفلكية مطلبي قد وصلت بالطيارة اليوم إلى وزارة المالية لتسليمها إلي. وفعلًا وصلت جدة وتسلمتها الوزارة من المطار وحملتها سيارة خاصة بها إلى مكة المكرمة، وتم تسلمها من رئيس المكتب الخاص من وزارة المالية، فإذا هي خمسة طرود كبار وصغار. فتحت بعضها فاذا فيها سكستان بحري لقياس ارتفاع الكواكب والنجوم والنيرين على القبة الزرقاء (السماء)، ثم تلسكوب فلكي (منظار مقرب) وترمومتر لقياس الحرارة وبارومتر لمعرفة ارتفاع الأماكن الأرضية من جبال وهضاب... وفيما لم يفتح، تيودوليت لقياس الميل والصعود المستقيم للأجرام السماوية».

## المرصد الحالي
في رمضان 1440، أكد المشرف على كرسي الملك عبد الله بن عبد العزيز لرصد الأهلة وأبحاث القمر، والمشرف على جميع الشؤون العلمية المتعلقة بمركز برج الساعة للأهلة والتوقيت والفلك الدكتور ياسين مليكي، بأنه اعتباراً من شهر رمضان المقبل سيكون مركز برج الساعة بمكة مرصداً إسلامياً للأهلة، ومن خلاله يتم رصد هلال شهري رمضان وشوال وسائر الشهور، كونه يضم مجموعة مناظير عالمية.
وقال «مليكي» لـ «سبق» بأن المركز فريد من نوعه وفيه أدقّ مواقيت تؤخذ من المركز نفسه، ما يثبت ذلك أن المملكة العربية السعودية تقود العالم الإسلامي بموضوع الوقت والمواقيت، لافتاً إلى أن المركز ضمن 14 مرصداً.
وأضاف: سيسهم مع العالم ككل من وكالات الفضاء العالمية مثل الأمريكية والأوروبية والمواقع الجبارة في الجامعات العالمية، وسيكون المرصد الأول للعالم الإسلامي، وسيتم رصد هلالي شهر رمضان المبارك وعيد الفطر ليصبح أول مرصد متكامل وفريد من نوعه على مستوى العالم تحتضنه مكة المكرمة.

### برج الساعة
يُعتبر ثالث أطول مبنى في العالم ويُعرف برج الساعة باسم برج مكة وباسم أبراج البيت أيضًا، ويقع على بعد أمتار قليلة من المسجد الحرام. يبلغ ارتفاعه 601 مترًا (1,972 قدمًا)، بواقع 120 طابقًا فوق الأرض و 3 طوابق تحت الأرض ويحتوي على 96 مصعدً.
وقد تم البدء في بنائه بعد اقتراحه من قِبل الملك خالد عام 1428هـ/2008 م.